# Aire urbaine d'Aigues-Mortes
 (juin 2025).
Motif : Non respect de Wikipédia:Notoriété des collectivités locales et divisions administratives françaises et aire urbaine composé d'une seul commune.
- Archive Wikiwix
- Bing
- Cairn
- DuckDuckGo
- E. Universalis
- Gallica
- Google
- G. Books
- G. News
- G. Scholar
- Persée
- Qwant
- (zh) Baidu
- (ru) Yandex
- (wd) trouver des œuvres sur Wikidata

| 1. | Préciser le motif de la pose du bandeau. | Précisez le motif de la pose du bandeau en utilisant la syntaxe suivante : {{admissibilité à vérifier\|date=juin 2025\|motif=remplacez ce texte par le motif}}                                    |
| 2. | Informer les utilisateurs concernés.     | Pensez à avertir le créateur de l'article, par exemple, en insérant le code ci-dessous sur sa page de discussion : {{subst:avertissement admissibilité à vérifier\|Aire urbaine d'Aigues-Mortes}} |

L'aire urbaine de Aigues-Mortes est une aire urbaine française constituée de la seule commune d'Aigues-Mortes (Gard).

## Caractéristiques
Selon la délimitation établie par l'Insee (zonage en aires urbaines 2010), l'aire urbaine d'Aigues-Mortes est composée de cette seule commune, qui constitue aussi l'unité urbaine d'Aigues-Mortes, considérée par l'Insee comme un petit pôle urbain.
Le tableau suivant détaille la répartition de l'aire urbaine sur le département (les pourcentages s'entendent en proportion du département) :
| Département | Communes | Communes (%) | Superficie (km²) | Superficie (%) | Population (2011) | Population (%) |
| ----------- | -------- | ------------ | ---------------- | -------------- | ----------------- | -------------- |
| Gard        | 1        | 0,28         | 57,78            | 1,43           | 8 543             | 1,17           |